# Strangalia xanthomelaena
Strangalia xanthomelaena là một loài bọ cánh cứng trong họ Cerambycidae.